# Cyrtandra cylindrocalyx
Cyrtandra cylindrocalyx är en tvåhjärtbladig växtart som beskrevs av Margaret Clark Gillett. Cyrtandra cylindrocalyx ingår i släktet Cyrtandra och familjen Gesneriaceae. Inga underarter finns listade i Catalogue of Life.